# راهگزینی برچسب چندقرارداری

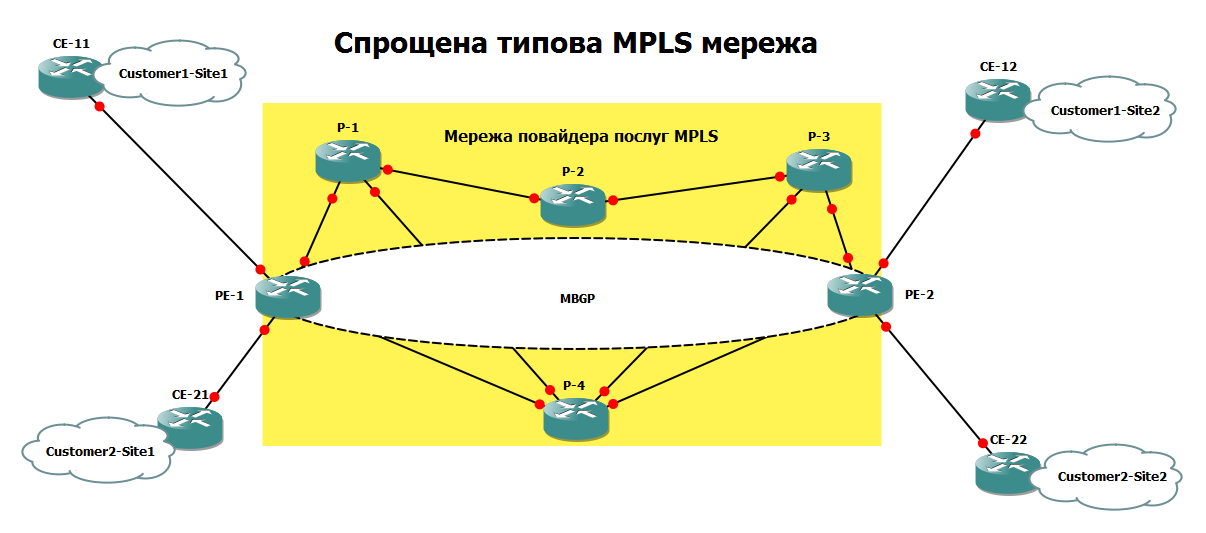
راهگزینی برچسب چندقرارداری

در شبکه جهانی رایانه و ارتباط‌های تلفنی، تعویض برچسب چندپروتکلی (MPLS)(فناوری قوانین چندگانه برای حمل بسته‌های شبکه با کمک برچسب زدن بر روی بسته‌ها) یک مکانیزم حمل داده‌است که با بعضی از خصوصیات شبکه تعویض چرخشی بر روی شبکه تعویض پاکتی رقابت می‌کند. MPLS در لایه مدل OSI عمل می‌کند که به طور کلی در بین معانی سنتی لایه ۲ (لایه انتقال داده) و لایه ۳ (لایه شبکه) در نظر گرفته شده‌است، بنابراین اغلب به لایه ۲ و ۳ رجوع می‌کند و برخی آن را لایه ۲/۵ می‌نامند. MPLS به منظور فراهم کردن سرویس حمل داده برای مشتری‌های چرخشی و مشتری‌های تعویض پاکت که یک مدل سرویس دیاگرام را تولید می‌کند طراحی شده بود. آن می‌تواند در حمل انواع مختلفی از ترافیک شامل پاکت‌های IP به خوبی Sonet ,ATM و اترنت استفاده بشود.
در مهندسی ترافیک در تعویض برچسب چندپروتکلی (MPLS) ترافیک روی چندین Label Switched Path منطبق با Forwarding Equivalence Class توزیع می‌شود و عملکرد شبکه را بهبود می‌دهد.
کتاب  MPLS fundamental نوشته Luc De Ghein  از انتشارات سیسکو به صورت کامل پروتکل MPLS را توضیح داده است. این کتاب با نام مبانی MPLS توسط بهنام افسرطلا ترجمه شده و در انتشارات ناقوس چاپ شده است.